# ليلى المقدسي
ليلى المقدسي، هي أديبة سورية، في عام 1964 في صافيتا حيث مولدها وموطنها وطفولتها وصباها. تدرجت في دراستها الابتدائية والإعدادية في مدرسة الراهبات، وتابعت دراستها الثانوية الحرة الفرع الأدبي، وانتسبت في قسم الأدب العربي في الجامعة.

## سيرتها المهنية
ليلى المقدسي، في الريف الجبلي، صافيتا، بدأت مسيرتها الأدبية الكتابية، ولُقبت بشاعرة التجليات الصوفية وأيقونة الشعر، ومعجزة حلب ، وناسكة حلب وغيرها، أنجزت ثمانية وخمسين كتابًا توزعت على حقول النثر والشعر والقصة والرواية والتأملات والدراسات الصوفية وشعر للأطفال، وكان أول هذه الأعمال  قطوف وأوراق وآخرها  نصوص حلولية.
تفتحت طفولتها على نغم الشعر، حيث عاشت من عمر سنتين حتى سبع سنوات في كنف جدها، وهو يلقى شعر الزجل والقصص كل يوم المساء ويزوره كل أعيان الضيعة في مضافة منزله، فكان لها عميق الأثر في تحفيز موهبتها ، فضلاً من دعم عمها رفيق المقدسي فقد كان أديبا ويعمل في الإذاعة والتلفزيون مترجماً وإعلامياً، لقد شجعها ونشر لها في صحف دمشقية قديمة، أما الشخص الآخر فهو مدرس اللغة العربية الدكتور حسن الخطيب الذي أعجبه موضوع إنشاء كتبته في الصف الأول الإعدادي حول الأمومة المقدسة فنشره لها في كتاب التعبير الفني للإنشاء، ووجدت اسمها مع كبار الأدباء.
عملت في مدارس الراهبات قبل سنها القانوني، وحين بلغت السن القانوني عملت في التدريس مدة ثمان وعشرين عامًا قدمت فيها أيضًا العديد من دواوين الشعر والقصص ورسائل الحب، وشغلت أمينة للسر في معهد المحبة الخاص في مدينة حلب لمدة خمس وعشرين عامًا، واستقالت عام 1990 بسبب ظروف صحية.
تفرغت لنشر مخطوطاتها المتراكمة منذ سنين طويلة بلغت ثلاثين كتابًا، وافتتحت دارًا للنشر لتتابع رسالتها الأدبية، وكل كتاباتها محورها حرية الإنسان، العدالة، صدق الإنسان مع ذاته ومع الآخرين، والمحبة الإنسانية، ومجموعة من الخبرات والتجارب والمشاعر والمواقف التي اعترضت حياتها.
لدى الكاتبة دراستان عن التصوف الإسلامي، وعن الحب عبر التاريخ، نشرت كتاباتها في العديد من الصحف والمجلات، وأجرت عددًا من المقابلات التلفزيونية (نادي النوادي) شاعر وقصيدة، والمجلة الثقافية، إلى جانب حواراتها في إذاعة دمشق وصوت الشعب ومونت كارلو.

## مؤلفاتها

### كتب
- (1990)، قطوف وأوراق: دار الحوار للنشر والتوزيع ، اللاذقية [7]
- (1993)، ثالوث الحب/ شعر: دار الحوار للنشر والتوزيع، اللاذقية [8]
- (1998)، بعض الشوق لرواء: دار المقدسية للطباعة والنشر والتوزيع، دمشق [6]
- (1999)، وردة أخيرة للعشق: دار المقدسية للطباعة والنشر والتوزيع، دمشق[6]
- (1999)، زمن البوح الجميل: دار المقدسية للطباعة والنشر والتوزيع، دمشق[6]
- (2003)، الحب في أبجدية الزهور: دار عبد المنعم، حلب [9]
- (2003)، لأننا.. لم نفترق: دار المقدسية للطباعة والنشر والتوزيع، دمشق [10]
- (2004)، ألواح الغياب / شعر: دار المقدسية للطباعة والنشر والتوزيع، دمشق [11]
- (2005)، أنا والشعر: دار المقدسية للطباعة والنشر والتوزيع، دمشق [12]
- (2006)، ويبقى الغيم الأخضر يتيماً / رواية: دار بعل للطباعة والنشر والتوزيع، دمشق [13]
- (2008)، ثلاثُ وثلاثون وردة من شهيد لأمه، دار نعمان للثقافة، بيروت [14]
- (2008)، لفيروز مهجة الشعر، دار بعل للطباعة والنشر والتوزيع، دمشق [15]
- (2008)، نصوص حلولية: دار بعل للطباعة والنشر والتوزيع، دمشق [16]

### مقالات
- شؤؤن شخصية، مجلة الناقد، ديسمبر- 1993[17]
- حزن –شعر، مجلة البيان الكويتية، يوليو- 1996
- فيوضات الإشراق، مجلة المعرفة، أكتوبر- 1998
- إيقاع لطيور البحر/ شعر، مجلة المعرفة، ديسمبر- 2004
- الحب قيمة رابعة، مجلة المعرفة، مايو- 2005
- جراح الشهب، مجلة المعرفة، سبتمبر- 2005
- التصوف.. أجنحة محبة، مجلة المعرفة، أكتوبر- 2005
- الشعر والأسطورة، مجلة المعرفة، ديسمبر- 2005

## جوائزها
- فازت بجائزة أنجليك باشا لتمتين الروابط الأسرية عام 2006 عن كتاب للأطفال بعنوان "ثلاث وثلاثون وردة من شهيد إلى أمه". [2]
- كُرّمت من نادي التمثيل العربي للآداب والفنون بإشراف الأديب محمود فاخوري.